# Міхоничі
Міхо́ничі (рос. Михоничи) — присілок у складі Юр'янського району Кіровської області, Росія. Входить до складу Верховинського сільського поселення.
Населення становить 13 осіб (2010, 44 у 2002).
Національний склад станом на 2002 рік — росіяни 48 %, азербайджанці 39 %.